# Eisenbahnunfall von Mississauga
Bei dem Eisenbahnunfall von Mississauga explodierte am 10. November 1979 ein mit Chemikalien beladener Güterzug der Canadian Pacific Railway bei Mississauga, Ontario, in Kanada. Die daraufhin erfolgenden Evakuierung war damals die umfangreichste in Friedenszeiten in Nordamerika und betraf 200.000 bis 250.000 Menschen.

## Ausgangslage
Der Zug kam von Windsor, Ontario, und bestand aus 106 Güterwagen, die mit explosiven und giftigen Substanzen beladen waren.

## Unfallhergang
Am 33. Wagen des Zuges entwickelte sich, weil das Achslager nicht ausreichend Schmieröl erhielt, ein Heißläufer. Durch die Hitzeentwicklung verlor es seine Stabilität, die Achse sprang heraus und der Güterwagen verlor in einem seiner Drehgestelle einen kompletten Radsatz. Der Wagen entgleiste daraufhin um 23:53 Uhr, ebenso die folgenden Wagen des Zuges, mitten im bebauten Gebiet der Stadt Mississauga.
Dem Bremser des Zuges gelang es, den Bremsschlauch am Ende des 32. Wagens zu schließen, so dass der Lokomotivführer die Bremsen des vorderen Zugteils lösen und ihn aus der Gefahrenzone herausziehen konnte.
Einige mit Propan beladene Kesselwagen wurden bei der Entgleisung aufgerissen und begannen zu brennen. Beschädigt wurden auch andere Wagen, die Styrol, Toluol, Natriumhydroxid und Chlor geladen hatten. Einige davon liefen ebenfalls aus. Das Chemikaliengemisch führte zu einer gewaltigen Explosion mit einem 1.500 Meter hohen Feuerball, der noch in einer Entfernung von 100 Kilometern gesehen wurde.

## Folgen
Der Unfall hatte keine Toten zur Folge. Die Feuerwehr konzentrierte sich darauf, die noch nicht zerstörten Wagen zu kühlen und die übrigen Wagen kontrolliert ausbrennen zu lassen. Problematisch war dabei ein leck geschlagener, mit Chlor beladener Wagen, weil die Gefahr bestand, dass bei seiner weiteren Beschädigung durch den Brand eine Chlorgaswolke durch Mississauga gezogen wäre. Deshalb mussten dort zwischen 200.000 und 250.000 Menschen evakuiert werden. Diese Räumungsaktion wurde in Nordamerika erst durch die Evakuierungsmaßnahmen anlässlich des Hurrikan Katrina 2005 übertroffen. Die Evakuierung dauerte bis zum 16. November 1979.